# Jean-Pierre Galland
Pour les articles homonymes, voir Galland.
Jean-Pierre Galland est un écrivain et militant français né le 2 mars 1951 à Lyon. En 1991, son best-seller "Fumée Clandestine", un ouvrage illustré et documenté consacré au cannabis sous tous ses aspects, va le propulser premier représentant du combat pour la légalisation du cannabis en France.

## Biographie
Jean-Pierre Galland fume son premier joint vers l'âge de 17 ans. Devenu écrivain, il publie quelques polars au début des années 1980, puis en 1988 il propose aux éditions Ramsay un projet de livre sur le cannabis. Ce livre, qui sort en 1991 sous le titre "Fumée clandestine", reçoit un formidable écho médiatique après le passage de l'auteur dans l'émission télévisée de la chaîne Canal+ "Nulle part ailleurs". Dans la foulée du succès remporté par son livre, Galland participe avec des amis à la fondation du Collectif d'Information et de Recherche Cannabique (CIRC) le 20 novembre 1991, association dont il restera président une vingtaine d'années.
En 1994 il relance "l'appel du 18 Joint"  initialement publié dans le quotidien Libération en 1976.
Jean-Pierre Galland a fait l'objet de plusieurs procédures judiciaires, en dépit du soutien de nombreuses personnalités et associations. Il lui a notamment été reproché la publication, par le biais du CIRC, de documents en faveur de la réglementation des drogues et de dépliants informant sur une consommation qui limite les risques du cannabis, le présentant ainsi sous un jour favorable, ce qui tombe sous le coup de la loi.
En tant que militant, il s'inscrit donc dans la lignée d'autres associations et ONG sur une optique de réduction des dommages liés à la consommation de Substances psychotropes.
Jean-Pierre Galland a également participé à la création des Éditions du Lézard aux côtés de Michel Sitbon ainsi qu'aux Éditions Trouble-Fête.
Il a publié en 2013 le premier volume de la trilogie Cannabis 40 ans de malentendus, relatant l'histoire générale des mouvements en faveur de la dé-criminalisation de l'usage, la possession et la culture de cannabis.
En 1999, il a été candidat des Verts aux élections européennes.